# Leucotmemis nexa
Leucotmemis nexa är en fjärilsart som beskrevs av Herrich-Schäffer 1854. Leucotmemis nexa ingår i släktet Leucotmemis och familjen björnspinnare. Inga underarter finns listade i Catalogue of Life.